# Требин
Требин (њем. Trebbin) град је у њемачкој савезној држави Бранденбург. Једно је од 16 општинских средишта округа Телтов-Флеминг. Према процјени из 2010. у граду је живјело 9.308 становника. Посједује регионалну шифру (AGS) 12072426.

## Географски и демографски подаци
Требин се налази у савезној држави Бранденбург у округу Телтов-Флеминг. Град се налази на надморској висини од 39 метара. Површина општине износи 125,7 km². У самом граду је, према процјени из 2010. године, живјело 9.308 становника. Просјечна густина становништва износи 74 становника/km².

## Међународна сарадња
| Мјесто       | Држава               | Врста сарадње | Од    |
| ------------ | -------------------- | ------------- | ----- |
| Богнор Риџис | Уједињено Краљевство | партнерство   | 1995. |
| Извор        |                      |               |       |